# Муслимов, Мохлат Ханали оглы
Мохлат Ханали оглы Муслимов (род. 9 августа 1954) — Заслуженный артист (2000) и Народный артист Азербайджанской Республики (2005). Профессор Национальной консерватории. Художественный руководитель Ансамбля народных инструментов имени А. Бакикханова в Азербайджанском государственном телевидении и радио.

## Жизнь и деятельность
Мохлат Муслимов многие годы с выдающимися мастерством представляет музыку Азербайджана в мире.
Его выступления на различных международных фестивалях и конкурсах встречаются с большим успехом. Мохлат Муслимов был восторженно приветствован как блестящий исполнитель азербайджанской музыки в Турции, России, Франции, США, Канаде, Великобритании, Италии, Шотландии, Бельгии, Венгрии, Таиланде, Израиле, Индии, Тунисе, Марракеше, Польше, Румынии, Катаре, Иордании, Никарагуа, Коста-Рике, а также во всех бывших республиках СССР.
Более 20 компакт-дисков Мохлата Муслимова были выпущены за границей. Тексты его песен хранятся в архивах национального и иностранных радиостанций.
Мохлат Муслимов закончил аспирантуру по специальности «Тар» в Азербайджанской государственной консерватории имени У. Гаджибекова.
С 1975 года он выступает в качестве солиста оркестра народных инструментов имени С. Рустамова. С 1988 года является солистом мугам-трио имени Дж. Гярягдыоглу в Азербайджанской государственной филармонии имени М. Магомаева. С 1988 года преподаватель, старший преподаватель и заведующий кафедрой мугама в Азербайджанской государственной консерватории. В настоящее время является профессором кафедры мугама Национальной консерватории Азербайджана.
Художественный руководитель Ансамбля народных инструментов имени А. Бакикханова в Азербайджанском государственном телевидении и радио.

## Награды и заслуги
Мохлат Муслимов был удостоен высоких наград и почетных званий за свой выдающийся вклад в мировую музыкальную культуру и представление Азербайджана на международной сцене:
- Заслуженный артист Азербайджанской Республики (2000): В 2000 году ему было присвоено звание Заслуженного артиста за выдающиеся достижения в области музыки.
- Народный артист Азербайджанской Республики[1] (2005): В 2005 году Мохлат Муслимов был удостоен высшего звания Народного артиста за выдающийся вклад в развитие национальной музыкальной культуры.
- Премия Президента (с 2006 года): С 2006 года он регулярно удостаивается Премии Президента за выдающиеся творческие достижения и представление страны на мировой арене.
- Персональная пенсия Президента Азербайджанской Республики (с 2009 года): С 2009 года Мохлат Муслимов является лауреатом персональной пенсии Президента за выдающийся вклад в развитие и продвижение азербайджанской музыки.

## Фильмография
1. «Газельхан» (фильм, 1991)
2. «Bu səs Qədirin səsidir» (фильм, 2007)
3. «Buta» (фильм, 2011)